# Vohitrambo
Vohitrambo is een plaats en commune in het zuiden van Madagaskar, behorend tot het district Vangaindrano, dat gelegen is in de regio Atsimo-Atsinanana. Tijdens een volkstelling in 2001 telde de plaats 33.213 inwoners.
De plaats biedt naast lager onderwijs ook middelbaar onderwijs aan. 98 % van de bevolking werkt als landbouwer. Het belangrijkste landbouwproduct is koffie; andere belangrijke producten zijn suikerriet, maniok en rijst. Verder is 2 % actief in de dienstensector.